# Bhagamandala, Madikeri
Bhagamandala là một làng thuộc tehsil Madikeri, huyện Kodagu, bang Karnataka, Ấn Độ.